# تالمیج (کالیفرنیا)
تالمیج (به انگلیسی: Talmage) یک منطقهٔ مسکونی در ایالات متحده آمریکا است که در شهرستان مندوسینو، کالیفرنیا واقع شده‌است. تالمیج ۴٫۱۲۲ کیلومتر مربع مساحت و ۱٬۱۳۰ نفر جمعیت دارد و ۱۹۱ متر بالاتر از سطح دریا واقع شده‌است.